# Artoria amoena
Artoria amoena là một loài nhện trong họ Lycosidae.
Loài này thuộc chi Artoria. Artoria amoena được Carl Friedrich Roewer miêu tả năm 1960.